# Lista de parlamentares do Rio Grande do Norte
Relacionamos a seguir a composição da bancada do Rio Grande do Norte no Congresso Nacional após o fim do Estado Novo em 1945 conforme ditam os arquivos do Senado Federal, Câmara dos Deputados e Tribunal Superior Eleitoral, ressalvando que mandatos exercidos via suplência serão citados apenas mediante morte, impedimento ou renúncia dos titulares ou nas hipóteses previstas no Art. 56 – I da Constituição.

## Organização das listas
Na confecção das tabelas a seguir, foi observada a grafia do nome parlamentar adotado por cada um dos representantes do estado no Congresso Nacional, e quanto à ordem dos parlamentares, foi observado o critério do número de mandatos e caso estes coincidam será observado o primeiro ano em que cada parlamentar foi eleito e, havendo nova coincidência, usa-se a ordem alfabética.

## Relação dos senadores eleitos
| Senadores eleitos      | Naturalidade             | Mandatos | Ano da eleição         | Notas       | Referências             |
| ---------------------- | ------------------------ | -------- | ---------------------- | ----------- | ----------------------- |
| Dinarte Mariz          | Serra Negra do Norte, RN | 04       | 1954, 1962, 1970, 1978 | [ nota 2 ]  |                         |
| José Agripino Maia     | Mossoró, RN              | 04       | 1986, 1994, 2002, 2010 | [ nota 3 ]  |                         |
| Garibaldi Alves Filho  | Natal, RN                | 03       | 1990, 2002, 2010       | [ nota 4 ]  |                         |
| Georgino Avelino       | Angicos, RN              | 02       | 1945, 1954             | [ nota 5 ]  |                         |
| Jessé Freire           | Macaíba, RN              | 02       | 1970, 1978             | [ nota 6 ]  |                         |
| Ferreira de Sousa      | Santa Cruz, RN           | 01       | 1945                   |             |                         |
| João Câmara            | Taipu, RN                | 01       | 1947                   | [ nota 7 ]  | [ 5 ] [ 6 ] [ 7 ] [ 8 ] |
| Kerginaldo Cavalcanti  | Natal, RN                | 01       | 1950                   | [ nota 7 ]  | [ 5 ] [ 6 ] [ 7 ] [ 8 ] |
| Dix-Huit Rosado        | Mossoró, RN              | 01       | 1958                   | [ nota 8 ]  |                         |
| Walfredo Gurgel        | Caicó, RN                | 01       | 1962                   | [ nota 9 ]  |                         |
| Francisco Duarte Filho | Mossoró, RN              | 01       | 1966                   | [ nota 10 ] |                         |
| Agenor Maria           | Florânia, RN             | 01       | 1974                   |             |                         |
| Carlos Alberto         | Natal, RN                | 01       | 1982                   |             | [ 9 ]                   |
| Lavoisier Maia         | Almino Afonso, RN        | 01       | 1986                   | [ nota 11 ] | [ 10 ]                  |
| Geraldo Melo           | Campo Grande, RN         | 01       | 1994                   |             | [ 11 ]                  |
| Fernando Bezerra       | Santa Cruz, RN           | 01       | 1998                   |             |                         |
| Rosalba Ciarlini       | Mossoró, RN              | 01       | 2006                   | [ nota 12 ] |                         |
| Fátima Bezerra         | Nova Palmeira, PB        | 01       | 2014                   | [ nota 13 ] | [ 12 ] [ 13 ]           |
| Styvenson Valentim     | Rio Branco, AC           | 01       | 2018                   |             | [ 14 ]                  |
| Zenaide Maia           | Brejo do Cruz, PB        | 01       | 2018                   |             | [ 14 ]                  |
| Rogério Marinho        | Natal, RN                | 01       | 2022                   |             | [ 15 ] [ 16 ]           |
| Fontes:                |                          |          |                        |             |                         |

## Relação dos deputados federais eleitos
| Deputados federais eleitos | Naturalidade              | Mandatos | Ano da eleição                                                   | Notas       | Referências   |
| -------------------------- | ------------------------- | -------- | ---------------------------------------------------------------- | ----------- | ------------- |
| Henrique Eduardo Alves     | Rio de Janeiro, RJ        | 11       | 1970, 1974, 1978, 1982, 1986, 1990, 1994, 1998, 2002, 2006, 2010 |             |               |
| Vingt Rosado               | Mossoró, RN               | 07       | 1962, 1966, 1970, 1974, 1978, 1982, 1986                         |             |               |
| Aluizio Alves              | Angicos, RN               | 06       | 1945, 1950, 1954, 1958, 1966, 1990                               | [ nota 14 ] | [ 17 ]        |
| Djalma Marinho             | São José do Campestre, RN | 06       | 1954, 1958, 1962, 1966, 1970, 1978                               | [ nota 15 ] |               |
| Ney Lopes                  | Natal, RN                 | 05       | 1974, 1990, 1994, 1998, 2002                                     | [ nota 16 ] | [ 18 ]        |
| Iberê Ferreira             | Natal, RN                 | 05       | 1986, 1990, 1994, 1998, 2002                                     | [ nota 17 ] | [ 19 ]        |
| Teodorico Bezerra          | Santa Cruz, RN            | 04       | 1950, 1954, 1958, 1966                                           |             |               |
| Antônio Florêncio          | Pau dos Ferros, RN        | 04       | 1970, 1974, 1978, 1982                                           |             |               |
| Betinho Rosado             | Mossoró, RN               | 04       | 1994, 1998, 2002, 2010                                           |             | [ 20 ]        |
| Fábio Faria                | Natal, RN                 | 04       | 2006, 2010, 2014, 2018                                           | [ nota 18 ] | [ 21 ]        |
| João Maia                  | Campina Grande, PB        | 04       | 2006, 2010, 2018, 2022                                           |             |               |
| Jessé Freire               | Macaíba, RN               | 03       | 1958, 1962, 1966                                                 |             |               |
| Pedro Lucena               | Pirpirituba, PB           | 03       | 1970, 1974, 1978                                                 |             |               |
| Wanderley Mariz            | Caicó, RN                 | 03       | 1974, 1978, 1982                                                 |             |               |
| João Faustino              | Recife, PE                | 03       | 1978, 1982, 1990                                                 |             | [ 22 ]        |
| Laíre Rosado               | Mossoró, RN               | 03       | 1990, 1994, 1998                                                 |             |               |
| Fátima Bezerra             | Nova Palmeira, PB         | 03       | 2002, 2006, 2010                                                 |             |               |
| Sandra Rosado              | Mossoró, RN               | 03       | 2002, 2006, 2010                                                 |             |               |
| Felipe Maia                | Rio de Janeiro, RJ        | 03       | 2006, 2010, 2014                                                 |             |               |
| José Augusto               | Caicó, RN                 | 02       | 1945, 1950                                                       | [ nota 19 ] |               |
| Mota Neto                  | Mossoró, RN               | 02       | 1945, 1950                                                       | [ nota 20 ] |               |
| Dix-Huit Rosado            | Mossoró, RN               | 02       | 1950, 1954                                                       |             |               |
| José Arnaud                | Santa Cruz, RN            | 02       | 1950, 1954                                                       |             |               |
| Clóvis Motta               | Campina Grande, PB        | 02       | 1958, 1962                                                       | [ nota 21 ] |               |
| Aluísio Bezerra            | Santa Cruz, RN            | 02       | 1962, 1966                                                       |             |               |
| Grimaldi Ribeiro           | Natal, RN                 | 02       | 1966, 1970                                                       |             |               |
| Carlos Alberto             | Natal, RN                 | 02       | 1978, 1994                                                       | [ nota 22 ] | [ 9 ]         |
| Antônio Câmara             | João Câmara, RN           | 02       | 1982, 1986                                                       |             | [ 23 ]        |
| Jessé Freire Filho         | Rio de Janeiro, RJ        | 02       | 1982, 1986                                                       | [ nota 23 ] |               |
| Flávio Rocha               | Recife, PE                | 02       | 1986, 1990                                                       |             |               |
| Nélio Dias                 | Umarizal, RN              | 02       | 2002, 2006                                                       | [ nota 24 ] | [ 24 ]        |
| Rogério Marinho            | Natal, RN                 | 02       | 2006, 2014                                                       |             |               |
| Beto Rosado                | Mossoró, RN               | 02       | 2014, 2018                                                       |             |               |
| Rafael Motta               | Natal, RN                 | 02       | 2014, 2018                                                       |             |               |
| Walter Alves               | Natal, RN                 | 02       | 2014, 2018                                                       | [ nota 25 ] |               |
| Benes Leocádio             | Santana do Matos, RN      | 02       | 2018, 2022                                                       |             |               |
| Eliéser Girão              | Fortaleza, CE             | 02       | 2018, 2022                                                       |             |               |
| Natália Bonavides          | Natal, RN                 | 02       | 2018, 2022                                                       |             |               |
| Café Filho                 | Extremoz, RN              | 01       | 1945                                                             |             |               |
| Dioclécio Duarte           | Natal, RN                 | 01       | 1945                                                             |             |               |
| José Augusto Varela        | Ceará-Mirim, RN           | 01       | 1945                                                             | [ nota 26 ] |               |
| Walfredo Gurgel            | Caicó, RN                 | 01       | 1945                                                             |             |               |
| André Fernandes            | Pau dos Ferros, RN        | 01       | 1950                                                             |             |               |
| Eider Varela               | Ceará-Mirim, RN           | 01       | 1954                                                             |             |               |
| Galvão de Medeiros         | Natal, RN                 | 01       | 1954                                                             |             |               |
| Tarcísio Maia              | Catolé do Rocha, PB       | 01       | 1958                                                             |             |               |
| Xavier Fernandes           | Mossoró, RN               | 01       | 1958                                                             |             |               |
| Aristófanes Fernandes      | Santana do Matos, RN      | 01       | 1962                                                             | [ nota 27 ] |               |
| Odilon Coutinho            | Santa Rita, PB            | 01       | 1962                                                             |             |               |
| Francisco Rocha            | Patu, RN                  | 01       | 1974                                                             |             |               |
| Ulisses Potiguar           | Parelhas, RN              | 01       | 1974                                                             |             |               |
| Agenor Maria               | Florânia, RN              | 01       | 1982                                                             |             |               |
| Ismael Wanderley           | João Pessoa, PB           | 01       | 1986                                                             |             |               |
| Wilma de Faria             | Mossoró, RN               | 01       | 1986                                                             | [ nota 28 ] | [ 25 ]        |
| Fernando Freire            | Recife, PE                | 01       | 1990                                                             |             |               |
| Augusto Viveiros           | Natal, RN                 | 01       | 1994                                                             |             |               |
| Cipriano Correia           | Santana do Matos, RN      | 01       | 1994                                                             |             |               |
| Ana Catarina Alves         | Rio de Janeiro, RJ        | 01       | 1998                                                             |             |               |
| Lavoisier Maia             | Almino Afonso, RN         | 01       | 1998                                                             | [ nota 11 ] | [ 10 ]        |
| Múcio Sá                   | Mossoró, RN               | 01       | 1998                                                             |             |               |
| Álvaro Dias                | Caicó, RN                 | 01       | 2002                                                             |             |               |
| Paulo Wagner               | Areia Branca, RN          | 01       | 2010                                                             |             | [ 26 ]        |
| Antônio Jácome             | Natal, RN                 | 01       | 2014                                                             |             |               |
| Zenaide Maia               | Brejo do Cruz, PB         | 01       | 2014                                                             |             |               |
| Fernando Mineiro           | Curvelo, MG               | 01       | 2022                                                             |             |               |
| Paulinho Freire            | Natal, RN                 | 01       | 2022                                                             | [ nota 29 ] | [ 27 ] [ 28 ] |
| Robinson Faria             | Natal, RN                 | 01       | 2022                                                             |             |               |
| Sargento Gonçalves         | Campina Grande, PB        | 01       | 2022                                                             |             |               |
| Fontes:                    |                           |          |                                                                  |             |               |

## Mandatos nas duas casas
Foram eleitos, alternadamente, para senador e deputado federal pelo Rio Grande do Norte os seguintes políticos: Agenor Maria, Carlos Alberto, Dix-Huit Rosado, Fátima Bezerra, Jessé Freire, Lavoisier Maia, Walfredo Gurgel, Zenaide Maia e Rogério Marinho.

## Origem dos parlamentares do estado
| Origem  | Senadores | Percentual |
| ------- | --------- | ---------- |
| RN      | 18        | 85,72%     |
| PB      | 02        | 9,52%      |
| AC      | 01        | 4,76%      |
| Total   | 21        | 100%       |
| Fontes: |           |            |

| Origem  | Deputados | Percentual |
| ------- | --------- | ---------- |
| RN      | 50        | 73,53%     |
| PB      | 09        | 13,23%     |
| RJ      | 04        | 5,88%      |
| PE      | 03        | 4,41%      |
| CE      | 01        | 1,47%      |
| MG      | 01        | 1,47%      |
| Total   | 68        | 99,99%     |
| Fontes: |           |            |